# Extreme Sports Channel
Extreme Sports Channel (ESC) je kabelska, satelitska i internetska televizijska postaja koja je počela s emitiranjem 1. svibnja 1999. godine.
Na kanalu se prikazuju razni športovi kao što je: surfanje, skateboarding, wakeboarding, motocross i BMX. Prikazuje se u 60 država na 12 jezika.

## Također pogledajte
- Ekstremni športovi